# Conversations with Myself
Conversations with Myself – album Billa Evansa wydany przez wytwórnię Verve Records w 1963.
Płyta została nagrana metodą overdubbingu, przez nałożenie na siebie trzech osobno nagranych ścieżek fortepianowych. Nagrania zostały dokonane w Webster Hall w Nowym Jorku 6, 9 i 20 lutego 1963.
Album uzyskał nagrodę Grammy w kategorii Best Instrumental Jazz Performance – Soloist or Small Group w 1964.
Evans nagrał później jeszcze dwie płyty przy zastosowaniu overdubbingu – Further Conversations with Myself w 1967 oraz New Conversations w 1978.

## Lista utworów
| 1.  | „’Round Midnight” (Thelonious Monk, Cootie Williams) | 6:33  |
|     |                                                      |       |
| 2.  | „How About You?” (Burton Lane, Ralph Freed)          | 2:48  |
|     |                                                      |       |
| 3.  | „Spartacus Love Theme” (Alex North)                  | 5:08  |
|     |                                                      |       |
| 4.  | „Blue Monk” (Thelonious Monk)                        | 4:32  |
|     |                                                      |       |
| 5.  | „Stella by Starlight” (Victor Young, Ned Washington) | 4:50  |
|     |                                                      |       |
| 6.  | „Hey, There” (Richard Adler, Jerry Ross)             | 4:29  |
|     |                                                      |       |
| 7.  | „N.Y.C.'s No Lark” (Bill Evans)                      | 5:34  |
|     |                                                      |       |
| 8.  | „Just You, Just Me” (Jesse Greer, Raymond Klages)    | 2:35  |
|     |                                                      |       |
| 9.  | „Bemsha Swing” (Denzil Best, Thelonious Monk)        | 2:54  |
|     |                                                      |       |
| 10. | „A Sleepin' Bee” (Harold Arlen, Truman Capote)       | 4:10  |
|     |                                                      |       |
|     |                                                      | 43:33 |
|     |                                                      |       |
Pierwotnie na płycie znajdowały się utwory nr 1-8. Utwór nr 9 został wydany po raz pierwszy na płycie The Best of Bill Evans, a utwór nr 10 na wydaniu CD Conversations with Myself.
Tytuł kompozycji Evansa „N.Y.C.'s No Lark” jest anagramem imienia i nazwiska Sonny’ego Clarka, hard bopowego pianisty, który zmarł w 1963 w wieku niespełna 32 lat.

## Twórcy
- Bill Evans – fortepian